# 中田錦吉
中田 錦吉（なかた きんきち、元治元年12月9日（1864年1月6日） - 大正15年（1926年）2月20日）は、第四代住友総理事である。

## 経歴
出羽国秋田郡大館町（現在の秋田県大館市）出身。1890年（明治23年）東京帝国大学卒業。同年横浜始審裁判所判事に任官。東京控訴院判事、横浜地方裁判所部長、水戸地方裁判所所長を経て、1899年（明治32年）東京控訴院部長に就任。1900年（明治33年）大学の3年先輩である鈴木馬左也の推挽によって住友に入り、1902年（明治35年）別子鉱業所支配人となる。1903年（明治36年）本店理事となり、1909年（明治42年）商工視察のため欧米へ出張し、1910年（明治43年）からは銀行支配人を兼務した。1912年（明治45年）銀行を株式会社に改組し、その実質的トップである常務取締役を兼務した。
1915年（大正4年）鋳鋼所（日本製鉄の前身）、1919年（大正8年）には大阪北港（住友土地工務の前身）、1920年（大正9年）電線（現、住友電工）・日本電気の各取締役に就任した。1922年（大正11年）鈴木馬左也の後をついで住友合資総理事に就任。1924年（大正13年）北海道の坂炭坑を買収し、1925年（大正14年）住友坂炭坑（住友石炭鉱業の前身）を設立。同年大阪市の公設市場設立に応じ、安治川の住友伸銅所（住友金属の前身）と住友倉庫の敷地約2万7000坪を同市に譲渡。4月には住友製品の販売店を神戸と名古屋に設置（住友商事の前身）、6月には肥料製造所（住友化学の前身）を株式会社とし、大阪の日之出生命（住友生命の前身）を買収。7月には住友信託銀行を設立し、住友銀行、大阪商船、住友倉庫、日本電気、東亜興業などの取締役を兼任した。
1926年（大正15年）2月20日、肺気腫のため死去。